# Эскаль (Па-де-Кале)
Эскаль (фр. Escalles) — коммуна во Франции, входит в регион О-де-Франс, департамент Па-де-Кале, округ Кале, кантон Кале-1.

## География
Расположена в 13,5 км по автодорогам к западу-юго-западу от центра города Кале.
Граничит с коммунами Сангатт, Пёпленг и Бонненг-ле-Кале, а также с коммунами Ервеленган и Виссан округа Булонь-сюр-Мер и с проливом Па-де-Кале.
Коммуна состоит из села Эскаль, деревень От-Эскаль (Верхний Эскаль) и Ле-Тап-Кюль, а также части деревни Рамсо и фермы в южной части коммуны.

## История
Впервые упоминается в 844 году в форме Scala.
С 1793 по 1801 годы коммуна входила в состав кантона Пёпленг района Кале департамента Па-де-Кале. Затем коммуна входила в состав кантона Кале (с 1887 года в составе кантона Кале-Нор-Уэст) округа Булонь-сюр-Мер. С 1962 года — в округе Кале. В 2015 году после кантональной реформы коммуна вошла в состав кантона Кале-1.

## Достопримечательности и инфраструктура
Коммуна имеет курортный характер в связи с расположением у моря.
- Мэрия;
- Католическая церковь Святого Максима, известная с XVI века, и кладбище вокруг неё;
- Памятник павшим;
- Детский сад Франсуазы Дольто (29 воспитанников)[4];
- Бейсбольная площадка;
- Трёхзвёздочная гостиница и ресторан «L'Escale»;
- Двухзвёздочный кемпинг «Le Blanc-Nez» с рестораном «Les Falaises»;
- Ресторан «Le Cap»;
- Кемпинг «Les Érables» в деревне Верхний Эскаль;
- Около десятка гостевых домов.

На 1 января 2023 года единственная трёхзвёздочная гостиница имела 42 номера, двухзвёздочный кемпинг — 85 мест и кемпинг без звёзд — 27 мест.

## Экономика[6]
Средний располагаемый доход на человека в 2020 году составлял 22890 евро. Уровень безработицы в 2019 году — 9,0 % (в 2013 году — 17,8 %, в 2008 году — 11,7 %). Из 139 жителей в возрасте от 15 до 64 лет — 72,7 % работающих, 7,2 % безработных, 5,8 % учащихся, 8,6 % пенсионеров и 5,8 % других неактивных. Из 104 работающих 27 работали в своей коммуне, 77 — в другой. 76,0 % работающих добирались на работу на автомобиле, 14,4 % — пешком, 7,7 % работали из дома, 2,0 % добирались на работу другими способами.
Структура предприятий (всего 37) и рабочих мест (всего 43) в коммуне по состоянию на 31 декабря 2015 года:
- сельское хозяйство — 10,0 %
- промышленность — 0,0 %
- строительство — 0,0 %
- торговля, транспорт и сфера услуг — 78,7 %
  - в том числе торговля и ремонт автомобилей — 5,0 %
- государственные и муниципальные службы — 11,3 %

В сельском хозяйстве было одно микропредприятие с 2 наёмными работниками, остальные 5 учреждений были без наёмных работников. В сфере услуг, торговли и транспорта имелось 23 учреждения (из них 4 в сфере торговли и ремонта автомобилей) без наёмных работников, а также 5 микропредприятий в сумме с 24 наёмными работниками и одно среднее предприятие с 10 наёмными работниками. В сфере государственных и муниципальных служб было два учреждения в сумме с 7 наёмными работниками.
В 2019 году в коммуне работали 55 человек. По состоянию на конец 2021 года, кроме индивидуальных предпринимателей, имелось два микропредприятия в сумме с 3 наёмными работниками в сельском хозяйстве, а также два учреждения в сумме с 7 наёмными работниками в сфере государственных и муниципальных служб. Большинство рабочих мест по-прежнему оставалось в сфере услуг: имелось два учреждения без наёмных работников, три микропредприятия в сумме с 9 наёмными работниками и три средних предприятия в сумме с 33 наёмными работниками.

## Политика
Пост мэра с 1977 года занимает Марк Бутруа (Marc Boutroy, разные правые). В муниципальный совет входит 11 депутатов, включая мэра. В 2020 году они были выбраны в первом туре безальтернативно.

## Демография[6]
| Год  | Численность | Численность |
| ---- | ----------- | ----------- |
| 1793 | 187         | [ 11 ]      |
| 1800 | 240         | [ 11 ]      |
| 1806 | 254         | [ 11 ]      |
| 1821 | 308         | [ 11 ]      |
| 1831 | 352         | [ 11 ]      |
| 1836 | 354         | [ 11 ]      |
| 1841 | 319         | [ 11 ]      |
| 1846 | 298         | [ 11 ]      |
| 1851 | 318         | [ 11 ]      |
| 1856 | 271         | [ 11 ]      |
| 1861 | 287         | [ 11 ]      |
| 1866 | 267         | [ 11 ]      |
| 1872 | 257         | [ 11 ]      |
| 1876 | 260         | [ 11 ]      |
| 1881 | 280         | [ 11 ]      |
| 1886 | 261         | [ 11 ]      |
| 1891 | 259         | [ 11 ]      |
| 1896 | 269         | [ 11 ]      |
| 1901 | 281         | [ 11 ]      |
| 1906 | 234         | [ 11 ]      |
| 1911 | 230         | [ 11 ]      |
| 1921 | 243         | [ 11 ]      |
| 1926 | 241         | [ 11 ]      |
| 1931 | 245         | [ 11 ]      |
| 1936 | 247         | [ 11 ]      |
| 1946 | 234         | [ 11 ]      |
| 1954 | 223         | [ 11 ]      |
| 1962 | 216         | [ 11 ]      |
| 1968 | 199         | [ 11 ]      |
| 1975 | 149         | [ 11 ]      |
| 1982 | 286         | [ 11 ]      |
| 1990 | 320         | [ 11 ]      |
| 1999 | 321         | [ 11 ]      |
| 2006 | 335         | [ 12 ]      |
| 2007 | 323         | [ 13 ]      |
| 2008 | 312         | [ 14 ]      |
| 2009 | 300         | [ 15 ]      |
| 2010 | 301         | [ 16 ]      |
| 2011 | 298         | [ 17 ]      |
| 2012 | 281         | [ 18 ]      |
| 2013 | 263         |             |
| 2014 | 246         | [ 19 ]      |
| 2015 | 239         | [ 20 ]      |
| 2016 | 241         | [ 21 ]      |
| 2017 | 228         | [ 22 ]      |
| 2018 | 222         | [ 23 ]      |
| 2019 | 217         | [ 24 ]      |
| 2020 | 219         | [ 25 ]      |
| 2021 | 216         | [ 26 ]      |
| 2022 | 218         | [ 27 ]      |

В 2019 году в коммуне проживало 217 человек (100 мужчин и 117 женщин), 50,3 % из 189 человек в возрасте от 15 лет состояли в браке, 17,5 % — никогда не состояли в браке или сожительстве.
| Мужчин | Возраст | Женщин |
| ------ | ------- | ------ |
| 0      | 90+     | 1      |
| 5      | 75—89   | 14     |
| 27     | 60—74   | 26     |
| 25     | 45—59   | 28     |
| 18     | 30—44   | 15     |
| 14     | 15—29   | 16     |
| 11     | 0—14    | 17     |

С 2013 по 2019 год средняя ежегодная убыль населения составляла 3,2 % (естественный прирост — 0,0 %, миграционная убыль — 3,2 %). Средний уровень рождаемости и смертности составлял по 6,9 ‰.
В коммуне 197 частных домов, из них 104 основных (первых) дома, 85 являлись вторым (запасным) домом и 8 пустовали. На каждый первый дом приходилось в среднем 2,09 человека. Из 104 первых домов 74 находились в собственности, 29 арендовались (из них 7 как HLM), в одном жители проживали бесплатно.
Из первых домов 12 были построены до 1919 года, 7 — между 1919 и 1945 годами, 4 — между 1946 и 1970 годами, 48 — между 1971 и 1990 годами, 26 — между 1991 и 2005 годами и 7 — после 2005 года. Среднее количество комнат в первых домах — 4,9. 83 первых дома имели отопление, в том числе 52 — электрическое.
Из 104 домохозяйств 97 имели автомобили, в том числе 46 — один автомобиль, 51 — два или более автомобиля.
Количество учащихся составляло 38 человек. Муниципальный детский сад находится в самой коммуне, а ближайшие начальные школы располагаются в соседних коммунах Пёпленг и Сангатт.
Из 176 закончивших обучение 16,5 % не имели образования или окончили начальную школу, 11,9 % окончили коллеж, 21,0 % имели среднее или среднее профессиональное образование, 20,5 % окончили лицей, 19,9 % имели неоконченное высшее образование и 10,2 % были бакалаврами.